# Nyskoga kyrka
Nyskoga kyrka är en kyrkobyggnad som tillhör Övre Älvdals församling i Karlstads stift. Kyrkan ligger norr om byn Flatåsen i Torsby kommun, omkring en och en halv mil öster om norska gränsen.

## Kyrkobyggnaden
Första träkyrkan på platsen uppfördes 1874-1875 enligt Axel Fredrik Nyströms ritningar och rymde 600 personer. Eftersom traktens befolkning inte växte som förväntat visade sig kyrkan vara för stor och ersattes därför av en mindre kyrkobyggnad.
Nuvarande träkyrka uppfördes 1926-1927 efter ritningar av Bror Almquist. Kyrkan vilar på en sockel av natursten och består av rektangulärt långhus med rakt kor i öster. I väster finns kyrktornet som är något indraget i långhuset. Vid långhusets norra sida finns en korsarm med sakristia. Kyrkan har ett valmat skifferklätt sadeltak, medan tornet har en kopparklädd huv som övergår i en mycket smal kopparklädd tornspira.
Kyrkorummets väggar och tak är klädda med träpanel som har dekormålats av konstnären Yngve Lundström och dennes medhjälpare Gustav Ambe.
Långhusets innertak har ett högt treklövervalv medan koret har ett tredingstak.

## Inventarier
- En sexkantig dopfunt av trä är tillverkad 1927 efter ritningar av kyrkans arkitekt Bror Almquist. Funten är försedd med lock som har skulpterad avslutning.
- En väggmonterad predikstol är byggd 1927 efter ritningar av Bror Almquist.
- Altartavlan är utförd av Olle Hjortzberg och har motivet den törnbekrönte Kristus.

### Orgel
- 1927 byggde E A Setterquist & Son, Örebro en orgel. Den omdisponerades 1959 av samma firma. Orgeln är pneumatisk.

| Manual        | Pedal       | Koppel     |
| Borduna 16’   | Subbas 16’  | Man/Ped    |
| Principal 8’  | Koralbas 4’ | Man 4'/Man |
| Rörflöjt 8’   |             |            |
| Salicional 8’ |             |            |
| Oktava 4’     |             |            |
| Oktava 2’     |             |            |
| Larigot 1 1⁄3 |             |            |